# Tram (moneta)
Tram – średniowieczna srebrna moneta ormiańska. 
Główna jednostka monetarna będąca w obiegu w królestwie Armenii (Cylicji) w XII-XIV wieku. Nazwa jest pochodną od greckiej drachmy. Dzieliła się na 6 tanków, 12 miedzianych kardeców oraz stanowiących ćwiartkę kardeca 48 drobniejszych miedziaków, zwanych pogh (emitowanych od XI stulecia).
Współcześnie nawiązuje do niej dram – jednostka walutowa Republiki Armenii wprowadzona w 1993 r. dla zastąpienia radzieckiego rubla.